# Como Nord Lago
Como Nord Lago (wł: Stazione di Como Nord Lago) – stacja kolejowa w Como, w regionie Lombardia, w prowincji Como, we Włoszech, na linii Saronno-Como. 
Stacja oddana została do użytku 5 lipca 1885, podczas budowy linii kolejowej Laveno-Como-Varese.
Posiada 2 perony obsługujące pociągi LeNord. W 2005 stacja obsłużył 2 647 259 pasażerów.